# БОВ-1
Борбено оклопно возило 1 (познатије као БОВ-1 и ПОЛО М-83) је оклопни аутомобил намењен противоклопној борби. Настао је на бази оклопног аутомобила БОВ, уградњом туреле са шест лансера Маљутка. Користи се у војсци Србије, Хрватске и Црне Горе.

## Конструкција
БОВ-1 користи полуактивно навођење ракета са остатком борбеног комплета у самом телу возила. Турела се аутоматски наводи из возила и има 4 избацивача димних бомби, испод главне туреле. Тело је израђено од вареног челика, са дизел-мотором Deutz F6L413F смештеним у задњем делу возила. Од додатног наоружања возило има и два РРБ М-80 „Зоља" као и митраљез 7.62 mm са борбеним комплетом од 1.500 метака.

## Борбена употреба
БОВ има дугу борбену употребу на простору бивше Југославије. Коришћен је у већини сукоба на територији бивше Југославије како за подршку пешадије тако и у противоклопној борби.
Данас се БОВ у Војсци Србије користи у противоклопним четама механизованих батаљона.

## Корисници

### Тренутни корисници
- Србија - 48+(48)
- Хрватска - 37
- Црна Гора - 6+(3)

### Претходни корисници
- Југославија - 120+